# Chilihuèque

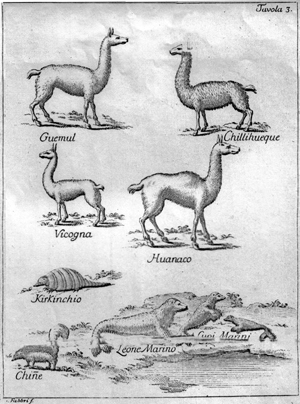
Illustration de 1776 de divers lamas, dont le chilihueque en haut à droite.

Le huèque ou chilihuèque, voire chili-huèque, est une espèce de camélidés d'Amérique du Sud qui était élevée sur le territoire des régions actuelles de Zona Central (en) et de Zona Sur (en) du Chili par les civilisations précolombiennes jusqu'au début de l'époque coloniale. Sa dénomination initiale était huèque, mais le préfixe chili a été ajouté pour le distinguer du mouton, aussi nommé huèque, après l'introduction de cet animal par les Espagnols.
Il existe deux principales hypothèses sur leur statut au sein des camélidés d'Amérique du Sud : la première suggère qu'ils sont une espèce de guanaco locale domestiquée et la seconde qu'ils sont une espèce de lama amené à partir du nord dans le centre-sud du Chili. Une autre théorie les apparente à l'alpaga. L'espèce s'est éteinte vers le XVIe ou XVIIe siècle, remplacée par des élevages européens. Les causes de son extinction sont inconnues.
Selon Juan Ignacio Molina, le capitaine néerlandais Joris van Spilbergen a observé les indigènes Mapuches de l'Île Mocha utiliser des chilihuèques comme animaux de trait en 1614,.